# Alta via della Valle d'Aosta n. 4
L'Alta via della Valle d'Aosta n. 4 (in francese: Haute route n. 4 de la Vallée d'Aoste), detta anche Alta via dei Ghiacciai è un'alta via il cui tracciato parte e termina nel territorio della Valle d'Aosta. Il suo percorso si sovrappone solo parzialmente a quello dell'Alta via della Valle d'Aosta n. 2
Insieme all'Alta via della Valle d'Aosta n. 3, anche conosciuta come Alta via Selvaggia, rientra tra le Alte vie dimenticate della Valle d'Aosta, il cui percorso non è mai stato ufficializzato. I racconti narrano che, poco dopo l'inaugurazione delle prime due alte vie, fu proposto di aggiungerne altre due, la n. 3 e la n. 4. Questo progetto ebbe una breve durata e fu abbandonato perché il percorso originale era decisamente troppo 'alpinistico' e quindi non adatto agli escursionisti meno esperti, ma è stato recentemente oggetto di riscoperta.
Costituisce la prima parte del percorso del tor des Glaciers.